# Джурково
Джу́рково (болг. Джурково) — село в Пловдивській області Болгарії. Входить до складу общини Лики.

## Населення
За даними перепису населення 2011 року у селі проживали 83 особи, з них 82 особи (98,8%) — болгари.
Розподіл населення за віком у 2011 році:
Динаміка населення: